# Limnodrilus rubripenis
Limnodrilus rubripenis är en ringmaskart som beskrevs av Loden. Limnodrilus rubripenis ingår i släktet Limnodrilus och familjen glattmaskar. Inga underarter finns listade i Catalogue of Life.